# Ntuli
Les Ntuli étaient une tribu appartenant aux Zoulous d'Afrique du Sud. Ils vivaient le long de la Thukela River dans le Kwazulu-Natal. 

## Histoire
Sous la houlette de Godide kaNdlela et Mavumengwana kaNdlela, les deux fils de Ndlela kaSompisi, terrible guerrier du roi Chaka, ils ont joué un rôle majeur dans le raid victorieux des Zoulous à Middle Drift en juin 1879. Après la guerre et la partition du Zoulouland, ils furent placés sous l'autorité de John Robert Dunn, un roi blanc placé là par les Anglais.

## Batailles auxquelles prirent part les Ntuli
- Le raid de Middle Drift en juin 1879.
- Bataille d'Isandlwana[4].